# John Edgar Dick

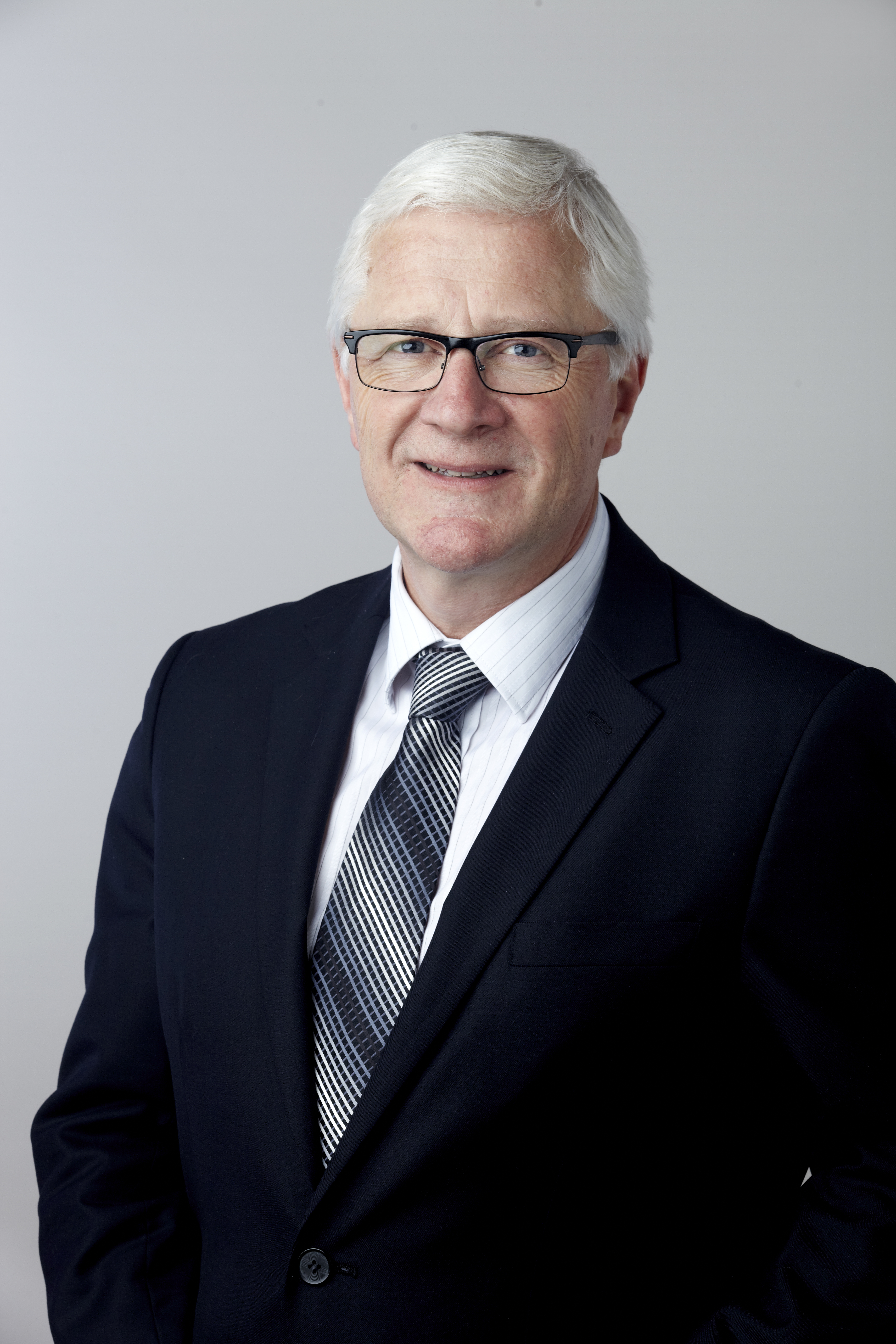
John Dick

John Edgar Dick (* 1954) ist ein kanadischer Molekularbiologe, Molekulargenetiker und Krebsforscher, bekannt für Forschungen zu Krebs-Stammzellen.
John Dick studierte Mikrobiologie an der University of Manitoba und wurde 1984 promoviert. Als Postdoktorand war er bei Alan Bernstein in Toronto am Ontario Cancer Institute, wo er  begann sich mit Leukämie und Krebsforschung zu befassen, und am Mt. Sinai Hospital Research Institute. Er ist Professor an der University of Toronto und Wissenschaftler am University Health Network in Toronto sowie am Princess Margaret Cancer Center. Er hat einen Canada Research Chair in Stammzellbiologie.
Er war der Erste, der Mitte der 1990er Jahre Krebs-Stammzellen identifizierte. Das waren Krebs-Stammzellen in speziellen Formen humaner Leukämie (Leukemic stem cells, LSC, im Unterschied zu normalen Blut-Stammzellen HSC). Mit der Entdeckung zeigte er gleichzeitig, dass es bedeutende Unterschiede unter Krebszellen gibt.
Dick entwickelte als Post-Doc eine Technik, mit der Mäuse mit defektem Immunsystem (SCID, Severe combined immunodeficiency) menschliche Blutzellen tolerieren und vermehren, was ihn international bekannt machte. Das Mausmodell ist auch als in vivo repopulation assay oder in vivo stem cell assay bekannt. Dick erzeugte damit eine Form menschlicher Leukämie (Akute myeloische Leukämie, AML) in einer (SCID-)Maus und zeigte, dass menschliche Blut-Stammzellen  bei NOD/SCID-Mäusen das Knochenmark neu bevölkern können. Nach Dick töten Chemotherapeutika in der Krebsbehandlung vor allem schnell wachsende Zellen und es kommt zum Rückfall, falls die Krebs-Stammzellen nicht alle vernichtet wurden. 1997 entdeckte er auch bei drei anderen Leukämie-Arten Krebs-Stammzellen und formulierte seine Krebs-Stammzellen-Hypothese nachdem es eine Hierarchie von Krebszellen gibt mit der abnormen Stammzelle an der Basis. Fehlt diese, kann der Tumor nicht wachsen.
Er ist Fellow der Royal Society of Canada (2004) und der Royal Society (2014). 2000 erhielt er den Robert L. Noble Prize, 2002 die Boerhaave-Medaille der Universität Leiden, 2017 den Keio Medical Science Prize und 2022 den Canada Gairdner International Award. Er ist Fellow der American Association for Cancer Research. 2020 wurde Dick in die National Academy of Medicine gewählt, 2024 in die Canadian Medical Hall of Fame aufgenommen und 2025 in die National Academy of Sciences gewählt.